# Dicrotendipes rajasthani
Dicrotendipes rajasthani är en tvåvingeart som beskrevs av Singh och Kulshrestha 1977. Dicrotendipes rajasthani ingår i släktet Dicrotendipes och familjen fjädermyggor. Inga underarter finns listade i Catalogue of Life.